# Verena Wiedemann
Verena Wiedemann (* 1957) ist eine deutsche Juristin für Medienrecht.
Wiedemann studierte Rechtswissenschaft. Als Fulbright-Stipendiatin in Amerika machte sie ihren Master of Laws an der University of California, Berkeley. Anschließend arbeitete sie als Anwältin in Washington, D. C. Danach promovierte sie als Referentin am Hamburger Max-Planck-Institut für ausländisches und internationales Privatrecht über die Zukunft des internationalen Telekommunikationsrechts. Nach einer Trainee-Ausbildung im Verlagsmanagement arbeitete sie beim Gruner+Jahr-Zeitschriften-Verlag in Hamburg. Der WDR-Intendant Friedrich Nowottny gewann sie für das ARD-Verbindungsbüro in Brüssel, welches sie vom 1. Dezember 1993 bis 30. Juni 2006 leitete.
Zum 1. Juli 2006 war Wiedemann zur ersten Generalsekretärin der ARD mit Sitz in Berlin berufen worden. Sie wurde für fünf Jahre ernannt. Im März 2011 wurde bekannt, dass Wiedemann vor dem Arbeitsgericht Berlin einen Prozess wegen Mobbings gegen ihren Arbeitgeber angestrengt hat.
Die ARD wies die Anschuldigungen als „nicht nachvollziehbar und aus der Luft gegriffen“ zurück.
Im Oktober zog Wiedemann ihren Mobbing-Vorwurf zurück und erhielt dafür eine Abfindung über 200.000 Euro.